# Artemisia atlantica
Artemisia atlantica là một loài thực vật có hoa trong họ Cúc. Loài này được Coss. & Durieu mô tả khoa học đầu tiên năm 1862.